# Abragão
Abragão ist ein Ort (Vila) im Norden Portugals.
Abragão gehört zum Kreis Penafiel im Distrikt Porto, besitzt eine Fläche von 9,5 km² und hat 2311 Einwohner (Stand 19. April 2021). Die Erhebung der Freguesia in den Stand einer Vila erfolgte am 12. Juli 2001.